# نؤادة (بعدان)

تعديل مصدري - تعديل

نؤادة هي إحدى قرى عزلة المنار بمديرية بعدان التابعة لمحافظة إب، بلغ تعداد سكانها 488 نسمة حسب تعداد اليمن لعام 2004.